# ジオソフィ
ジオソフィ (geosophy) は、1947年にジョン・カートランド・ライトによって地理学に導入された概念。ギリシア語の「大地/地球」に由来する geo と「知恵」に由来する sophy を結びつけた造語である。

## 定義
ライトによる定義は次のようなものである。
ジオソフィ ... は、あらゆる観点からの地理的知識の研究である。ジオソフィは、歴史に対する歴史学と同じ役割を、地理(geography)に対して果たすものであり、過去および現在における地理的知識の本質や表現、すなわちホイットルセーの言う「人間の（地表）空間感覚」を扱う。このため、ジオソフィは、科学的な地理的知識なり、地理学者の手で他の手法によって組織化された地理的知識という核心的領域を遥かに超えたところまで、広がっていく。周辺的領域すべてを取り込むため、ジオソフィは、様々な種類の人々がもつ、真偽を問わずあらゆる地理的思想を対象として取り上げる — 地理学者の思想だけでなく、農民や漁民、企業の重役、詩人、小説家、画家、ベドウィン（遊牧民）、ホッテントット（コイコイ）のそれも対象となる — このため、主観的な概念を深く扱うことが必要になる。—Wright 1947
これを要約すると、次のようになる。
人々が認識し、想像する世界についての研究—McGreevy 1987
地球環境に対する人間の関わりを語る、信念の体系—Professor Innes Park 1995
ジオソフィの概念は、その後の認知地理学や行動地理学の発展の基礎になったと評されており、イーフー・トゥアンなどを介し、後の人文主義地理学にも大きな影響を与えた。

## 迷信
ジオソフィは、地球上の謎についての研究をさす言葉として使用される場合もある。